# Big Walter Horton
Walter Horton, známý jako Big Walter Horton nebo Walter „Shakey“ Horton; (6. dubna 1918 Horn Lake, Mississippi, USA – 8. prosince 1981 Chicago, Illinois, USA) byl americký bluesový zpěvák a hráč na foukací harmoniku. V roce 1982 byl posmrtně uveden do Blues Hall of Fame. Bývá označován za jednoho z nejlepších harmonikářů všech dob.